# Skivspill
Skivspill är kallskuret, till exempel skinka eller rostbiff, som blivit över vid då färdigskivat kallskuret framställts genom skivning. Skivspillet består således av de ändar av större stycken som skulle ge alltför små bitar för att säljas som färdigskivat. Skivspill säljs ofta till lågt kilopris i små enheter.  
Produkten skivspill blev nationellt uppmärksammad i samband med nedstängningen av Ica matjätten i Värnamo 2015 då utgången skivspill utan innehållsförteckning såldes. 